# Бенедикт XII
Бенедикт XII (на латински: Benedictus PP XII) роден Жак Фурие (на френски: Jacques Fourier) е глава на Католическата църква, 197-ия папа в традиционното броене и третия Авиньонски папа. Член на Бенедиктинския орден.